# Codi Internacional de Nomenclatura per a Plantes Cultivades
El Codi Internacional de Nomenclatura per a Plantes Cultivades (International Code of Nomenclature for Cultivated Plants, ICNCP, Cultivated Plant Code) regula els noms dels cultivars (plantes originades o seleccionades principalment per les activitats humanes intencionades). Aquests són, en la majoria, plantes amb noms dins les categories de cultivar, Grup i grex, les categories segons el Codi de Plantes cultivades (com s'especifica al Cultivated Plant Code del 2009).

## Història
El primer codi de plantes cultivades es va publicar el 1953 a Wageningen i va ser seguit per 8 edicions: 1958 (Utrecht), 1961 (actualització del de 1958), 1969 (Edimburg), 1980 (Seattle), 1995 (Edimburg), 2004 (Toronto) i 2009 (Wageningen).
Seguint l'estructura del Codi Internacional de Nomenclatura Botànica el codi de les plantes cultivades és un conjunt de principis, regles i recomanacions subdividides en 8 articles. Les esmenes al codi es fan en simposis internacionals. Cada nou codi inclou un sumari dels canvis fets.

## Exemples de noms regits pel codi de plantes cultivades
- Clematis alpina 'Ruby' : una cultivar dins una espècie
- Magnolia 'Elizabeth' : un híbrid entre almenys dues espècies
- Rhododendron boothii Grup Mishmiense: un nom de Grup
- +Crataegomespilus: un empelt-quimera de Crataegus i Mespilus
- Paphiopedilum Sorel grex: un nom grex
- Apple 'Jonathan' Ús permès d'un nom comú sense ambigüitat amb un epítet de cultivar ICNCP opera en el marc del International Code of Botanical Nomenclature que regula els noms formals de les plantes en general. Les orquídies tenen un codi propi dins els límits de l'ICNCP.

Cal parar atenció al fet que el codi ICNCP no regula les marques registrades comercials per a les plantes: les marques registrades les regulen les lleis de cada país. tampoc regula l'ICNCP el nom de les varietats de plantes.